# 小林守
小林 守（こばやし まもる、1944年10月26日 - 2023年1月17日）は、日本の政治家。位階は従四位。
衆議院議員（4期）、栃木県議会議員（2期）、自治政務次官（村山内閣）、衆議院環境委員長、市教育委員会教育長、立憲民主党栃木県連常任顧問を歴任した。

## 概要
栃木県鹿沼市出身。1969年、東京教育大学文学部史学科卒業。卒業後、鹿沼市役所に奉職。人事係長などを務める。
1984年に市役所を退職し、栃木県議会議員選挙に立候補して初当選。以後2期連続当選。
1990年に行われた第38回衆議院議員総選挙に日本社会党公認で旧栃木1区より立候補し当選。以後4期連続当選を果たす。
1994年に成立した村山内閣では自治政務次官を務めた。
1996年に社会民主党を離党し、民主党結党に参加。党の要職では、財政委員長や栃木県連代表、副幹事長、「次の内閣」環境大臣などを歴任。小選挙区制施行以後は栃木2区から立候補。
第41回、第42回の総選挙では自由民主党公認の西川公也に小選挙区で敗れ、比例で復活当選することが続いた。
2003年に行われた第43回衆議院議員総選挙ではコスタリカ方式で西川に代わって立候補した森山真弓に大差で敗れ比例復活もできず落選。落選後、国政引退を表明。
2005年10月より4年間にわたって鹿沼市教育委員会教育長を務めた。なお、保守系の市長の下での教育長就任には批判があり、このことを理由に民主党栃木県連から除名処分を受けている。
2014年、旭日中綬章を受章。
2016年2月1日、民主党栃木県連は除名処分を解除した。同日付で県連の常任顧問に就任。民進党分裂後は立憲民主党に参加し、引き続き常任顧問に就任している。
2020年、立憲民主党が国民民主党の一部と合流して新たに結党された「立憲民主党」の結党に参加。
2023年1月17日、病気のため、鹿沼市内の病院で死去。78歳没。死没日付を以て従四位に叙された。

## 政策
- 選択的夫婦別姓制度導入に賛同[6]。

## エピソード
- 詩作を趣味とし、国政引退後、鹿沼詩友会講師を務める。また、NPO法人「鹿沼学舎」を設立し事務長に就任したが教育長就任のため辞任している。